# Canon EF 70-300mm-objectief
Het Canon EF 70-300mm-objectief is een telezoom-objectief gemaakt door de Japanse fabrikant Canon. Met zijn EF-lensvatting is  deze geschikt voor de EOS-lijn.
Er zijn drie exemplaren van de EF 70-300mm verschenen. Dit zijn de EF 70-300mm f/4.5-5.6 DO IS USM, EF 70-300mm f/4-5.6L IS USM en de EF 70-300mm f/4-5.6 IS USM. Allen beschikken ze over beeldstabilisatie en een Ultrasonic Motor.

## EF 70-300mmf/4.5-5.6 DO IS USM
Dit model is uitgerust met diffractieve optica en derhalve voorzien van een groene ring. Het voordeel van deze techniek is dat het objectief zeer compact gehouden kon worden, dit model is bijna 5 cm korter dan beide alternatieven.

## EF 70-300mmf/4-5.6 IS USM
Dit objectief behoort tot de standaardlijn van Canon en kwam in 2005 op de markt naast de EF 75-300mm. Hoewel de lens ook beschikt over beeldstabilisatie is er bij de Ultrasonic Motor bezuinigd. Dit is namelijk niet de ringvormige variant die op duurdere objectieven te vinden is, maar een micro-USM. Dit betekent dat er niet handmatig gefocust kan worden als de lens op autofocus staat. Desalniettemin is de optische kwaliteit van dit objectief nagenoeg gelijk aan dat van Canon's L-objectieven. Daarnaast heeft deze lens slechts een kleine vermindering in kwaliteit boven de 200 mm, ongebruikelijk voor een consumentenlens.

## EF 70-300mmf/4-5.6L IS USM
Geïntroduceerd op 26 augustus 2010 is dit objectief bedoeld om professionele fotografen de voordelen van een groot telezoombereik te geven zonder in te hoeven leveren op optische kwaliteit.

## Specificaties
| Naam                        | f/4.5-5.6 DO IS USM       | f/4-5.6 IS USM            | f/4-5.6L IS USM           |
| --------------------------- | ------------------------- | ------------------------- | ------------------------- |
| Afbeelding                  |                           |                           |                           |
| Belangrijkste eigenschappen |                           |                           |                           |
| Beeldstabilisatie           | Ja                        | Ja                        | Ja                        |
| Weerbestendig               | Nee                       | Nee                       | Ja                        |
| Ultrasonic Motor (USM)      | Ja                        | Ja                        | Ja                        |
| L-objectief                 | Nee                       | Nee                       | Ja                        |
| Diffractieve optica         | Ja                        | Nee                       | Nee                       |
| Macro                       | Nee                       | Nee                       | Nee                       |
| Zoomvergrendeling           | Nee                       | Nee                       | Nee                       |
| Technische eigenschappen    |                           |                           |                           |
| Diafragma (max-min)         | f/4.5-5.6 — f/32-40       | f/4-5.6 — f/32-45         | f/4-5.6 — f/32-45         |
| Opbouw                      | 12 groepen / 18 elementen | 10 groepen / 15 elementen | 14 groepen / 19 elementen |
| Diafragmalamellen           | 6                         | 8                         | 8                         |
| Minimale scherpstelafstand  | 1.4 m                     | 1.5 m                     | 1.2 m                     |
| Maximale vergroting         | 0.19x                     | 0.25x                     | 0.21x                     |
| Horizontale beeldhoek       | 29° – 6° 50′              | 29° – 6° 50′              | 29° – 6° 50′              |
| Diagonale beeldhoek         | 19° 30′ – 4° 35′          | 19° 30′ – 4° 35′          | 19° 30′ – 4° 35′          |
| Verticale beeldhoek         | 34° – 8° 15′              | 34° – 8° 15′              | 34° – 8° 15′              |
| Fysieke eigenschappen       |                           |                           |                           |
| Gewicht                     | 720 g                     | 630 g                     | 1050 g                    |
| Maximale diameter           | 82,4 mm                   | 76,5 mm                   | 89 mm                     |
| Lengte                      | 99,9 mm                   | 142,8 mm                  | 143 mm                    |
| Filterdiameter              | 58 mm                     | 58 mm                     | 67 mm                     |
| Accessoires                 |                           |                           |                           |
| Kap                         | ET-65B                    | ET-65B                    | ET-73B                    |
| Momenteel in productie?     | Ja                        | Ja                        | Ja                        |